# José Menor
José Menor (Sabadell, 1977) es un pianista y compositor español.
Empezó a estudiar piano una semana antes de hacer 7 años. Estudió con María Jesús Crespo y con Luiz de Moura. Debutó a Carnegie Hall con 15 años y a los 18, en el Palacio de la Música Catalana, como ganador del premio El Primer Palau. Estudió piano, composición y dirección de orquesta en el Conservatorio Superior Municipal de Música de Barcelona, donde obtuvo las máximas calificaciones. Desde entonces ha ido consolidando una reputación como músico atrevido, amante de los contrastes y de la obra de músicos catalanes contemporáneos como Joan Guinjoan y Benet Casablancas. Ha tocado en varios países, como la China o los Estados Unidos de América o la Gran Bretaña. Estudió en Londres y se doctoró en la Universidad de Nueva York.
Ha grabado la integral de Joan Guinjoan y ahora se dedica a recopilar la obra del compositor y pianista Enrique Granados.